# 12257 Lassine
12257 Lassine eller 1989 GL4 är en asteroid i huvudbältet som upptäcktes den 3 april 1989 av den belgiske astronomen Eric W. Elst vid La Silla-observatoriet. Den är uppkallad efter George Lassine.
Asteroiden har en diameter på ungefär 4 kilometer och den tillhör asteroidgruppen Eunomia.